# Hierococcyx varius
Hierococcyx varius е вид птица от семейство Cuculidae.

## Разпространение
Видът е разпространен в Бангладеш, Бутан, Индия, Мианмар, Непал, Пакистан и Шри Ланка.